# Verges (Girona)
Verges ist eine spanische Gemeinde in der Region Baix Empordà, die sich in der autonomen Provinz Katalonien befindet.

## Wirtschaft
Die wichtigsten Wirtschaftszweige des Ortes sind traditionell der Ackerbau und die Viehzucht.

## Sehenswürdigkeiten
- Die Ruine der Burg Verges, die in ihren urkundlich überlieferten Ursprüngen aus dem frühen 12. Jahrhundert stammt und heute mit Resten der Wehrtürme und Befestigungsmauern den mittelalterlichen Kern des Ortsbildes prägt; Teile der Burgruine wurden in das Gebäude der heutigen Gemeindeverwaltung sowie in die später entstandene Dorfkirche integriert.

- Die romanische Kirche Sant Julià i Santa Basilissa aus dem 17. und 18. Jahrhundert.

## Prozession am Gründonnerstag

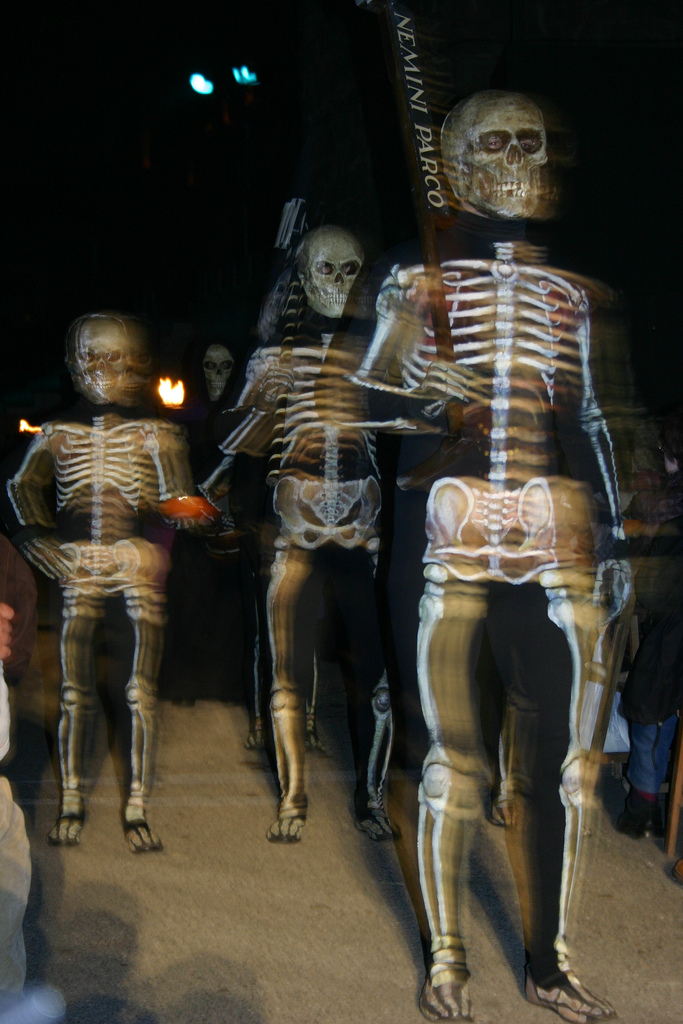
Processó de Verges – Tanz der Toten

In Verges findet jährlich am Gründonnerstag eine über die Grenzen Kataloniens hinaus bekannte Prozession im historischen Zentrum des Ortes statt. Die Processó de Verges beginnt ab 22:00 Uhr auf dem Marktplatz mit der schauspielerischen Darbietung von Szenen aus der Passionsgeschichte Jesu Christi. Danach ziehen in der Dunkelheit der Nacht zahlreiche als Skelette kostümierte Dorfbewohner zum Rhythmus von Trommeln, dem sogenannten Dansa de la Mort (‚Tanz der Toten‘), durch die uralten Gassen von Verges. Dieses in ganz Spanien einzigartige Passionsspiel gehört zu den traditionsreichen und bekannten Freilichtaufführungen Kataloniens; es gilt heute darüber hinaus als eine der ältesten Manifestationen der sakralen Kunst und bezieht sich hierbei auf mittelalterliche Wurzeln. Durch den Totentanz sollen die Vergänglichkeit des Lebens und der Umgang mit dem Tod visualisiert werden. Im Jahre 2009 wurde dieser mystische Totentanz vom international bekannten Liedermacher und Sänger Lluís Llach dirigiert, der in Girona geboren wurde, aber seine gesamte Kindheit in Verges verbracht hatte.
Die Processó de Verges wurde im Jahre 2010 zur Festa patrimonial d’interès nacional durch die Generalitat de Catalunya erklärt.

## Söhne des Ortes
- Francesc Cambó (1876–1947), Politiker
- Lluís Llach (* 1948), Musiker und Liedermacher

## Fotos

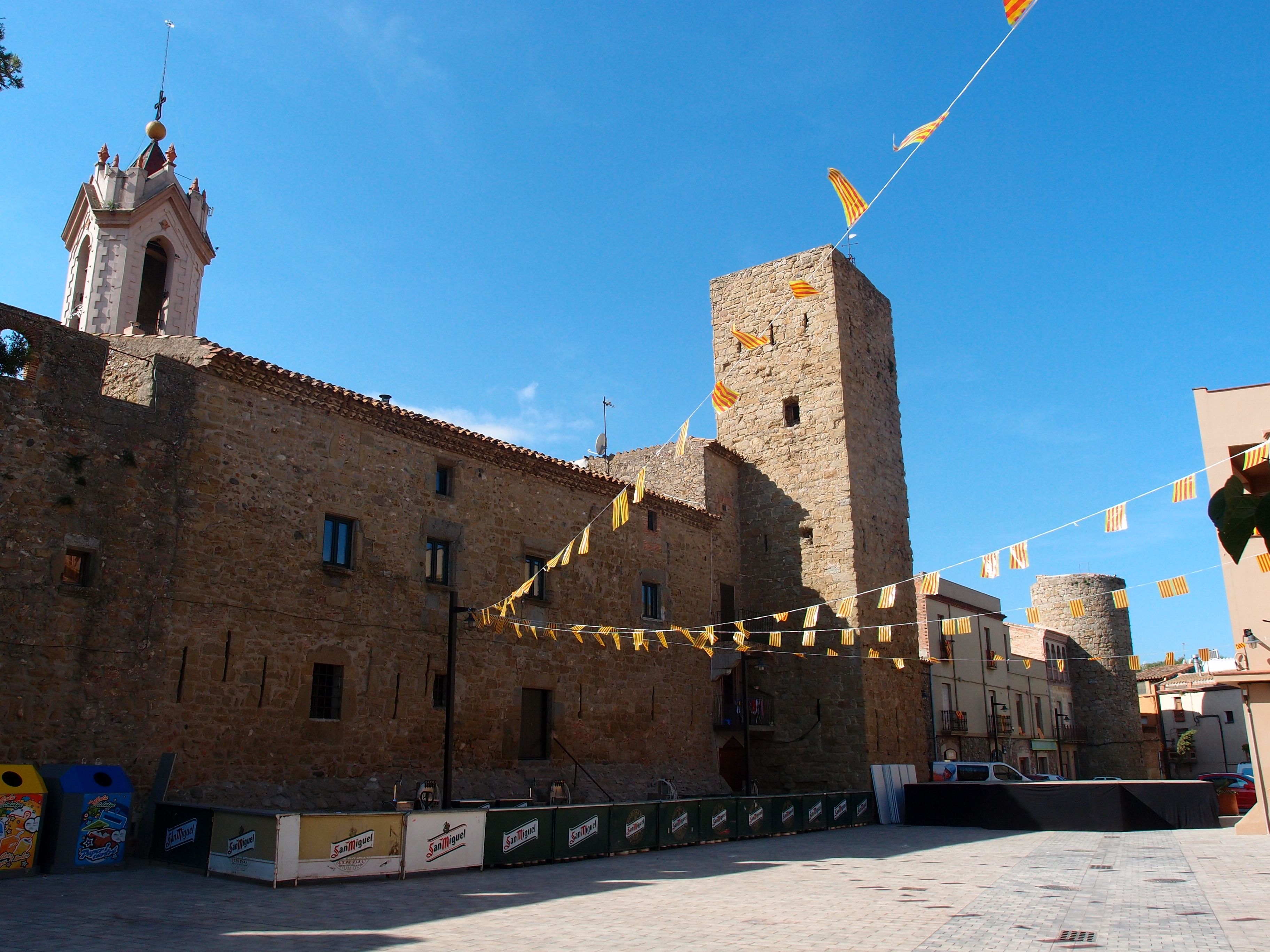
Plaza Major
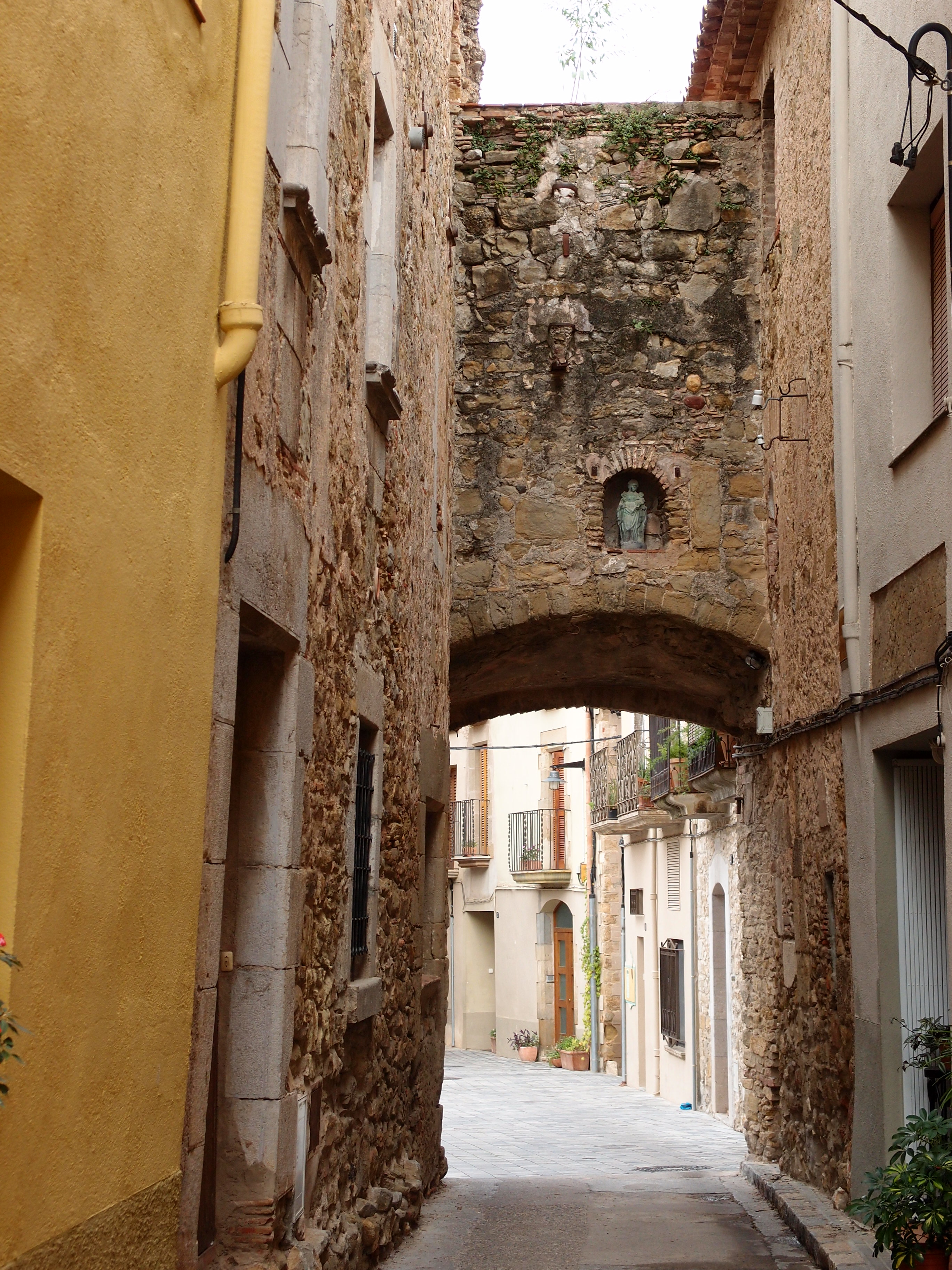
Alte Gasse
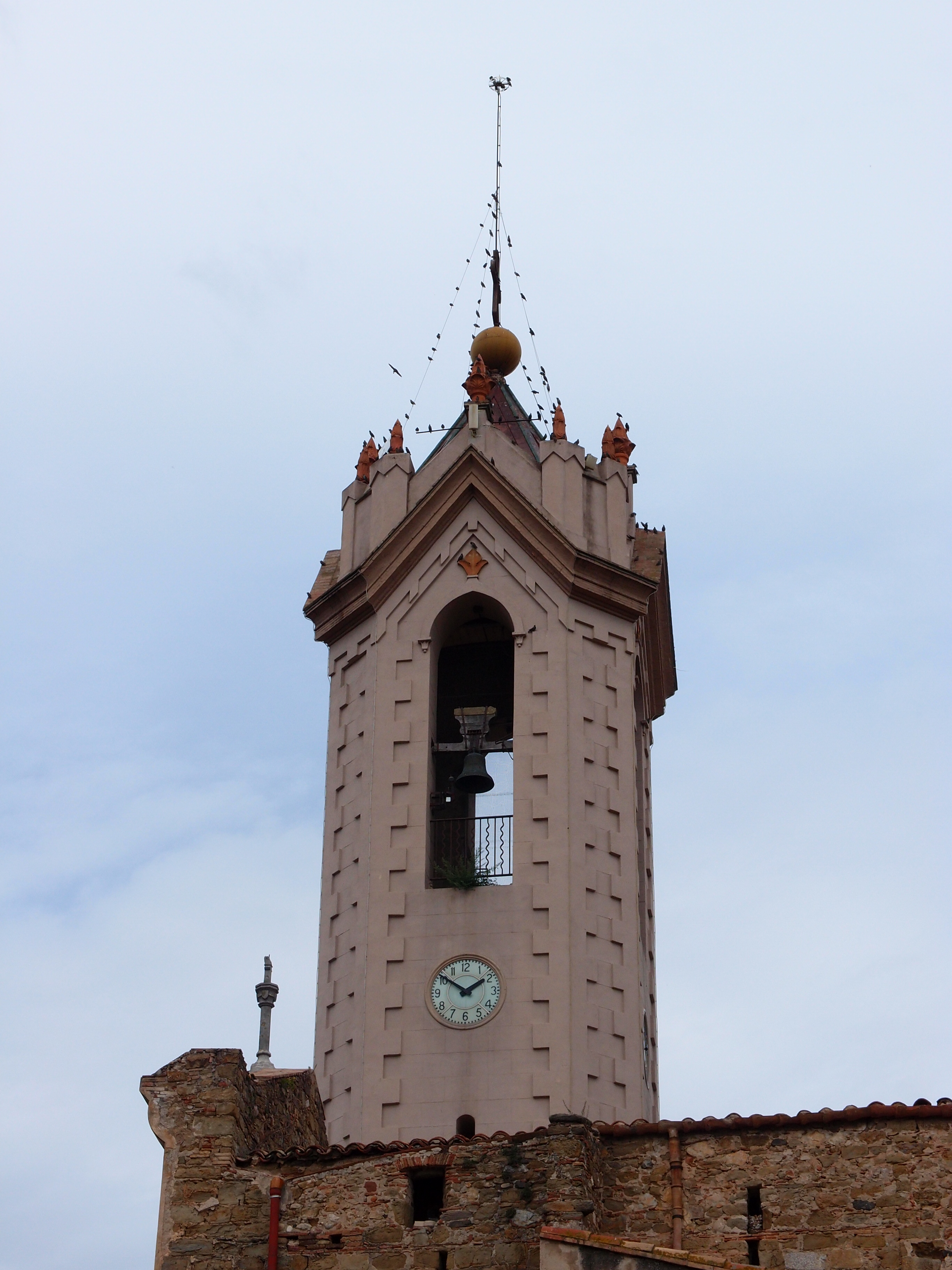
Kirchturm mit Staren
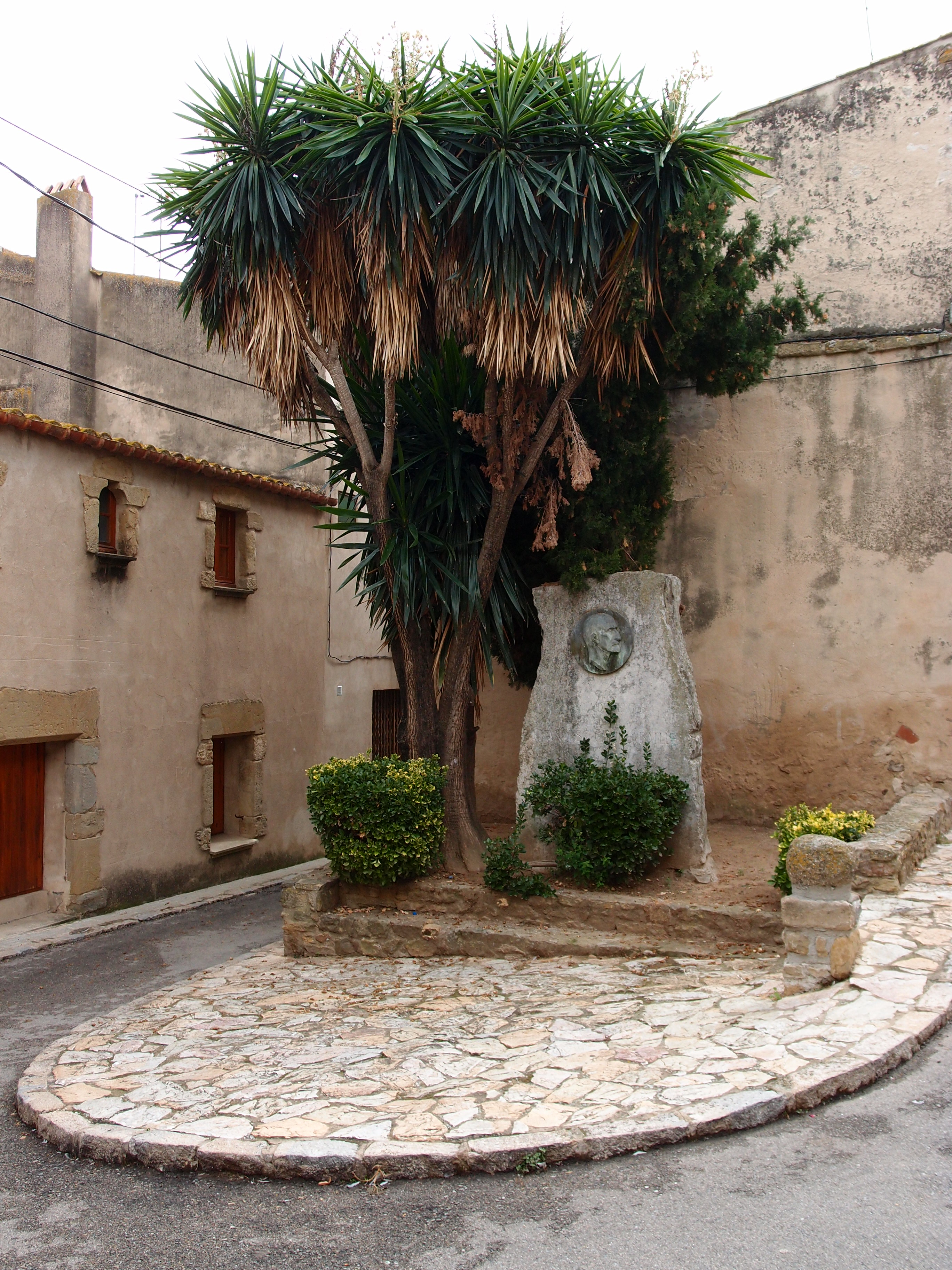
Cambó-Denkmal